# Francesco Bonatelli
Francesco Bonatelli (Iseo, 25 de abril de 1830 - Padova 13 de mayo de 1911) fue un filósofo espiritualista italiano.

## Biografía
Fue docente de filosofía en el Liceo clásico Arnaldo de Brescia, en la Universidad de Bolonia y en la Universidad de Padua donde luego preside la Facultad de Letras y Filosofía.
Situó al hombre en el centro de su ontología y defendió la espiritualidad contra el positivismo materialista.
A partir de Hermann Lotze valorizó el sentimiento y lo colocó como la principal revelación del ser a través de los juicios de valor.
Fue socio de la Accademia Nazionale dei Lincei y de la Accademia Galileiana di Scienze, Lettere ed Arti.

## Obras
Entre su producción se destacan:
- Pensiero e conoscenza (1864)
- Coscienza e meccanismo interiore (1872)
- Elementi di psicologia e logica per i licei (1892)